# Robert Mitchum
Robert Mitchum (Bridgeport, Connecticut, 1917. augusztus 6. – Santa Barbara, Kalifornia, 1997. július 1.) amerikai színész, zeneszerző, énekes, író.
Minden idők egyik legismertebb amerikai színésze. Az 1950-es és 1960-as években sokat foglalkoztatott színész volt. 1999-ben az Amerikai Filmintézet az elmúlt száz év legnagyobb hollywoodi filmsztárjai közé választotta, ahol az előkelő 23. helyre rangsorolták a férfiak listáján.

## Család és karrier
Mitchum a connecticuti Bridgeportban, metodista családban született. Anyja, (Ann Harriet) bevándorló, apja, James Thomas Mitchum hajógyári, majd később vasúti munkás volt. Egyik nővére, a színészi pályája alatt Julie Mitchumként ismert Annette 1913-ban született. Amikor Robert 2 éves volt, apja egy baleset során életét vesztette. Ann 1919-ben szült egy gyereket, akit Johnnak neveztek el. Amikor mindenki elég idős volt már ahhoz, hogy iskolába járjon, az anya állást kapott a Bridgeport Postnál.
Robert igazi tréfacsináló volt, és gyakran keveredett verekedésbe. Az anyja 12 éves korában a nagyszüleihez küldte. A középiskolából kirúgták, mivel összeverekedett az igazgatóval. 1930-ban nővérével New Yorkba, Hell’s Kitchenbe (Manhattan) költözött, majd miután kirúgták a Haanan középiskolából, vasúti vagonokban körbeutazta az országot, és ez idő alatt számos munkát vállalt. 14 évesen a csavargásai miatt letartóztatták. Kényszermunkára ítélték, de megszökött a börtönből. Sérülései következtében majdnem elvesztette a lábát, lábadozása alatt ismerte meg az akkor még tizenéves Dorothy Spence-t, aki később majd a felesége lett. Potyautasként, vonatokra felugrálva 1936-ban eljutott a kaliforniai Long Beachbe a nővéréhez. Hamarosan csatlakozott hozzájuk többi Mitchum rokon is, a családjukkal együtt. Ez idő alatt Carroll Righternek, egy asztrológusnak dolgozott. Julie rábeszélte, hogy vele együtt csatlakozzon a színházhoz. Itt leginkább kellékes volt, mellette kisebb szerepeket is kapott. 1940-ben visszatért keletre, hogy feleségül vegye Dorotthyt, akit aztán hazavitt Kaliforniába.
Robertnek 3 gyermeke született. Ebben az időszakban gépkezelőként dolgozott a Lockheed Aircraft Corporationnél. Mitchum idegösszeroppanást kapott – valószínűleg a munkával járó stressz miatt –, ez ösztönözte arra, hogy színészként vagy statisztaként keressen állást. Színészkedni csak speciális filmekben tudott volna. Ekkor találkozott egy ügynökkel, aki elintézett neki egy meghallgatást a Hopalong Cassidy sorozat producerével. Különböző stúdióknál, számos filmben keresett statiszta szerepeket. Miután lenyűgözte Mervyn LeRoy rendezőt a Thirty Seconds Over Tokyo forgatásán, Mitchum egy hét évre szóló szerződés írt alá az RKO Radio Pictures-szel. Később játszott a United Artists produkciójában, a William Wellman rendezte The Story of G.I. Joe-ban. A film, mely egy átlagos katona életét követi Ernie Pyle újságíró tolmácsolásában, azonnali siker lett. Röviddel a film elkészülte után besorozták a hadseregbe. 1946-ban a filmet Oscar-díjra jelölték.

## Film noir munkái

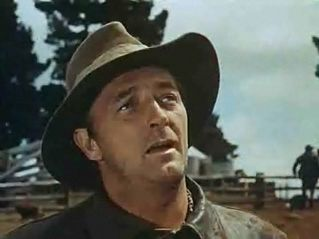
Robert Mitchum a The Sundowners egyik jelenetében

Mitchum elsősorban film noir típusú művekből ismert. Első bemutatkozása a műfajban egy sorozatgyilkosról szóló, a When Strangers Marry c. filmben volt. Az egyik korai noir filmben egy problémás, érzékeny embert játszott, aki belegabalyodik testvére ügyeibe.
1952-ben egy igaz történet alapján készült a Thunder Road című film, elvileg James Agee szemtanú története alapján, aki aztán átadta a sztorit Mitchumnak, aki játszott benne, producerként közreműködött, segített a forgatókönyvben, és a pletykák szerint félig-meddig rendezte. Alakítása miatt James Agee azt mondta, hogy Mitchum nem csak szerepelt a filmben, ő maga a film. Szkeptikus hozzáállása miatt a hírnevet mindig szerencsének kezelte – nem igazán érdekelte, vagy foglalkozott vele. Egy 1955-ös film forgatásáról kirúgták a csínytevései miatt, elsősorban azért, mert a film szállítmányozási vezetőjét behajította a San Francisco-öbölbe. Nem kért elnézést a film rendezőjétől, John Wayne-től, és a rendező már nem tudta megkérni Humphrey Bogartot sem, ezért maga vette át Mitchum szerepét.
A következő időszakban több western és noir filmben szerepelt. 1955-ben leforgatták a Nem úgy mint egy idegen című filmet, ahol Olivia de Havilland és Mitchum volt a két főszereplő. A filmnek nem volt különösebben pozitív fogadtatása, leginkább azt kritizálták, hogy Mitchum, Frank Sinatra, és Lee Marvin is túlságosan koros az általuk alakított karakterhez. Néhány másik westernfilm (például az Arnold, a bajkeverő) után Mitchum Deborah Kerr-rel forgatott három filmben. Egy John Huston-féle háborús drámában, a Heaven Knows, Mr. Allisonban Mr. Allison szerepében egy férfit alakít, aki hajótörést szenved a Csendes-óceánon egy apáca (Deborah Kerr) egyedüli társaként. A filmet két Oscar-díjra, valamint Mitchumot BAFTA-díjra jelölték.
1960-ban Deborah Kerr-rel leforgatták a The Sundowners című filmet, amit 5 Oscar-díjra jelöltek. Robert Mitchum elnyerte az év National Board of Review díját. A díjban elismerték a kiváló alakítását a szintén 1960-as Home form the Hill című filmjéért. Néhány híres színésznővel összeállva szerepelt a The Grass Is Greener című filmben 1960-ban. 1962-ben megkapta az erőszakos Max Cadyt a Cape Fear című filmben. A film után még jobban kitűnt hűvös, erőszakos karaktere. Az évtized legjelentősebb filmjei: A leghosszabb nap (The Longest Day) (1962) és az Anzio, egy Shirley MacLaine musical-vígjáték (Melyik úton járjak?), és egy vadnyugati western, az Eldorado (1966), illetve egy remake (a Rio Bravo remake-je), amelyben Mitchum átvette Dean Martin szerepét.
Victor "Pug" Henryt alakította a Winds of War és a War and Remembrance filmsorozatokban.

## Zenei karrier
Mitchum zeneszerzőként és énekesként is bemutatkozott. Hivatásos énekesek helyett a filmbeli karaktereinek adta saját énekhangját, például A folyó, ahonnan nincs visszatérés (River of No Return), a Rachel és az idegen (Rachel and the Stranger) és A vadász éjszakája (The Night of the Hunter). A Capitol Records kiadta 1957-ben Calypso – is like so… c. albumát, melyen megmutatkozott a stílus jellegzetes kiejtése és szlengje is. Később a Thunder Road-hoz írt egy dalt, ami 69. lett a Billboard Pop Singles Chart-on.

## Késői évek
Mitchum a megszokott stílusától eltérő szerepet alakított az 1970-ben készült Ryan nővére (Ryan’s Daughter) című filmben. A filmet Oscar-díjra is jelölték. Az 1970-es években több bűnügyi filmben szerepelt. 1982-ben Pennsylvaniába utazott egy újabb filmszerepért, ahol Delany edzőt kellett alakítania. 1983-ban egy kisebb sorozatban kapott szerepet, amelynek címe a The Winds of War. A sorozatban egy világháborús tengerésztisztet alakított. 1987-ben a Saturday Night Live (Szombat este élőben) vendége volt. 1988-ban a War and Remembranceben remekelt. 1991-ben megnyerte a életműve elismeréseként a National Board of Review of Motion Pictures-től és a Cecil B. DeMille-díjat a Golden Globe Awards-tól 1992-ben. Az 1990-es években már kevésbé volt aktív a filmművészetben.Martin Scorsese remake-jében, a Cape Fearben kapott szerepet. Utolsó alakítása egy James Dean-ről szóló dokumentumfilm volt (James Dean: Race with Destiny).

## Halála
Mitchum 1997. július 1-jén hunyt el tüdőrák következtében fellépő komplikációkban, 57 év házasság után feleségét, 3 gyermekét és 2 unokáját hagyta hátra. James, Mitchum öccse 4 évvel később hunyt el.

## Filmjei
- Thompson's Last Run (amerikai filmdráma, 93 perc, 1996)
- Tüzelj vissza! (amerikai vígjáték, 89 perc, 1995)
- Halott ember (amerikai-német filmdráma, 129 perc, 1995)
- Pakten (norvég filmdráma, 1995)
- A hazug szuka (amerikai filmdráma, 99 perc, 1993)
- Cape Fear - A Rettegés foka (amerikai thriller, 128 perc, 1991)
- Éjféli stoppos (amerikai akciófilm, 89 perc, 1990)
- Forrongó világ (amerikai filmsorozat, 1989)
- A sas felszáll (amerikai filmsorozat, 1989)
- Brotherhood of the Rose (amerikai thriller, 240 perc, 1989)
- Szellemes karácsony (amerikai vígjáték, 101 perc, 1988)
- Mr. North (amerikai vígjáték, 93 perc, 1988)
- Észak és Dél (amerikai kalandfilmsorozat, 1985)
- Reunion at Fairborough (amerikai filmdráma, 110 perc, 1985)
- Mária szerelmei (amerikai romantikus film, 103 perc, 1984)
- A nagykövet (amerikai filmdráma, 97 perc, 1984)
- Bajnokcsapat (amerikai filmdráma, 110 perc, 1982)
- A nagy álom (angol krimi, 99 perc, 1978)
- Az utolsó filmcézár (amerikai romantikus dráma, 122 perc, 1976)
- A Midway-i csata (amerikai háborús filmdráma, 130 perc, 1976)
- Kedvesem, isten veled (amerikai krimi, 95 perc, 1975)
- Jakuzák (amerikai-japán krimi, 108 perc, 1975)
- Eddie Coyle barátai (amerikai krimi, 102 perc, 1973)
- Az Isten haragja (amerikai western, 111 perc, 1972)
- Going Home (amerikai filmdráma, 97 perc, 1971)
- Ryan lánya (angol romantikus dráma, 187 perc, 1970)
- Jó fiúk, rossz fiúk (amerikai western-vígjáték, 91 perc, 1969)
- Az ifjú Billy Young (amerikai western, 89 perc, 1969)
- Titokzatos szertartás (angol filmdráma, 90 perc, 1968)
- Arnold, a bajkeverő (amerikai western, 116 perc, 1968)
- A pókerkirály (amerikai western, 103 perc, 1968)
- Lo sbarco di Anzio (olasz-amerikai történelmi dráma, 117 perc, 1968)
- Távoli nyugat (amerikai western, 122 perc, 1967)
- El Dorado (amerikai western, 121 perc, 1966)
- Melyik úton járjak? (amerikai vígjáték, 106 perc, 1964)
- Rampage (amerikai romantikus film, 98 perc, 1963)
- Rettegés foka (amerikai thriller, 105 perc, 1962)
- Ketten a hintán (amerikai vígjáték, 123 perc, 1962)
- Amikor utoljára láttam Archie-t (amerikai komédia, 98 perc, 1961)
- Másutt a fű zöldebb (angol vígjáték, 100 perc, 1960)
- Haza a dombról (amerikai filmdráma, 145 perc, 1960)
- The Sundowners (amerikai kalandfilm, 133 perc, 1960)
- Lángoló hegyek (angol háborús filmdráma, 105 perc, 1959)
- A csodálatos vidék (amerikai western, 123 perc, 1959)
- Mániákus motorosok (amerikai krimi, 92 perc, 1958)
- Ég tudja, Mr. Allison (amerikai akciófilm, 108 perc, 1957)
- Fire Down Below (angol-amerikai filmdráma, 116 perc, 1957)
- The Enemy Below (amerikai háborús filmdráma, 98 perc, 1957)
- Külügyi intrikák (amerikai thriller, 95 perc, 1956)
- Bandido (amerikai-mexikói kalandfilm, 92 perc, 1956)
- Nem úgy, mint egy idegen (amerikai filmdráma, 132 perc, 1955)
- A vadász éjszakája (amerikai filmdráma, 93 perc, 1955)
- A pisztolyos férfi (amerikai western, 83 perc, 1955)
- A folyó, ahonnan nincs visszatérés (amerikai western, 91 perc, 1954)
- She Couldn't Say No (amerikai filmdráma, 89 perc, 1954)
- Track of the Cat (amerikai dráma, 102 perc, 1954)
- Second Chance (amerikai thriller, 82 perc, 1953)
- Macao (amerikai kalandfilm, 77 perc, 1952)
- Angyalarc (amerikai játékfilm, 88 perc, 1952)
- One Minute to Zero (amerikai háborús filmdráma, 105 perc, 1952)
- The Lusty Men (amerikai western, 113 perc, 1952)
- Tipikus nő 7.0 (amerikai vígjáték, 120 perc, 1951)
- My Forbidden Past (amerikai filmdráma, 70 perc, 1951)
- The Racket (amerikai krimi, 88 perc, 1951)
- Where Danger Lives (amerikai thriller, 82 perc, 1950)
- Vera Cruz aranya (amerikai thriller, 71 perc, 1949)
- Holiday Affair (amerikai vígjáték, 87 perc, 1949)
- Véres hold (amerikai western, 88 perc, 1948)
- Rachel and the Stranger (amerikai kalandfilm, 80 perc, 1948)
- Kísért a múlt (amerikai filmdráma, 97 perc, 1947)
- Kereszttűz (amerikai krimi, 86 perc, 1947)
- Pursued (amerikai dráma, 101 perc, 1947)
- Ellenáramlat (amerikai romantikus dráma, 116 perc, 1946)
- Till the End of Time (amerikai romantikus dráma, 105 perc, 1946)
- The Locket (amerikai filmdráma, 85 perc, 1946)
- Story of G.I. Joe (amerikai dráma, 108 perc, 1945)
- West of the Pecos (amerikai western, 66 perc, 1945)
- 30 másodperc Tokió fölött (amerikai háborús filmdráma, 138 perc, 1944)
- Nevada (amerikai western, 62 perc, 1944)
- Girl Rush (amerikai vígjáték, 65 perc, 1944)

## Fordítás
- Ez a szócikk részben vagy egészben  a   Robert Mitchum című angol Wikipédia-szócikk fordításán alapul.  Az eredeti cikk szerkesztőit annak laptörténete sorolja fel. Ez a jelzés csupán a megfogalmazás eredetét és a szerzői jogokat jelzi, nem szolgál a cikkben szereplő információk forrásmegjelöléseként.